# داتشو
داتشو (بالصينية: 达州市 )‏ هي مدينة على مستوى محافظة، في جمهورية الصين الشعبية، تتبع سيتشوان، تبلغ مساحتها 16,591 كيلومتر مربع، رمزها البريدي هو 635000.

## المناخ
يظهر الجدول التالي التغييرات المناخية على مدار السنة لداتشو:
| البيانات المناخية لـداتشو                               | البيانات المناخية لـداتشو | البيانات المناخية لـداتشو | البيانات المناخية لـداتشو | البيانات المناخية لـداتشو | البيانات المناخية لـداتشو | البيانات المناخية لـداتشو | البيانات المناخية لـداتشو | البيانات المناخية لـداتشو | البيانات المناخية لـداتشو | البيانات المناخية لـداتشو | البيانات المناخية لـداتشو | البيانات المناخية لـداتشو | البيانات المناخية لـداتشو |
| الشهر                                                   | يناير                     | فبراير                    | مارس                      | أبريل                     | مايو                      | يونيو                     | يوليو                     | أغسطس                     | سبتمبر                    | أكتوبر                    | نوفمبر                    | ديسمبر                    | المعدل السنوي             |
| ------------------------------------------------------- | ------------------------- | ------------------------- | ------------------------- | ------------------------- | ------------------------- | ------------------------- | ------------------------- | ------------------------- | ------------------------- | ------------------------- | ------------------------- | ------------------------- | ------------------------- |
| الدرجة القصوى °م (°ف)                                   | 20.1 (68.2)               | 24.9 (76.8)               | 32.1 (89.8)               | 35.3 (95.5)               | 37.5 (99.5)               | 37.7 (99.9)               | 40.6 (105.1)              | 40.7 (105.3)              | 39.7 (103.5)              | 35.0 (95.0)               | 27.0 (80.6)               | 17.7 (63.9)               | 40.7 (105.3)              |
| متوسط درجة الحرارة الكبرى °م (°ف)                       | 9.6 (49.3)                | 12.2 (54.0)               | 16.9 (62.4)               | 22.5 (72.5)               | 26.8 (80.2)               | 29.4 (84.9)               | 32.3 (90.1)               | 32.7 (90.9)               | 27.7 (81.9)               | 21.5 (70.7)               | 16.5 (61.7)               | 10.6 (51.1)               | 21.6 (70.8)               |
| المتوسط اليومي °م (°ف)                                  | 6.3 (43.3)                | 8.5 (47.3)                | 12.3 (54.1)               | 17.3 (63.1)               | 21.7 (71.1)               | 24.7 (76.5)               | 27.4 (81.3)               | 27.3 (81.1)               | 23.0 (73.4)               | 17.5 (63.5)               | 12.7 (54.9)               | 7.6 (45.7)                | 17.2 (62.9)               |
| متوسط درجة الحرارة الصغرى °م (°ف)                       | 4.0 (39.2)                | 5.7 (42.3)                | 8.9 (48.0)                | 13.6 (56.5)               | 17.8 (64.0)               | 21.2 (70.2)               | 23.7 (74.7)               | 23.4 (74.1)               | 19.9 (67.8)               | 15.0 (59.0)               | 10.2 (50.4)               | 5.5 (41.9)                | 14.1 (57.3)               |
| أدنى درجة حرارة °م (°ف)                                 | −2.2 (28.0)               | −1.5 (29.3)               | −0.1 (31.8)               | 4.6 (40.3)                | 9.7 (49.5)                | 14.0 (57.2)               | 17.0 (62.6)               | 17.3 (63.1)               | 12.8 (55.0)               | 2.8 (37.0)                | 1.3 (34.3)                | −4.5 (23.9)               | −4.5 (23.9)               |
| الهطول مم (إنش)                                         | 15.5 (0.61)               | 20.2 (0.80)               | 44.9 (1.77)               | 93.1 (3.67)               | 163.6 (6.44)              | 165.4 (6.51)              | 223.1 (8.78)              | 161.9 (6.37)              | 144.3 (5.68)              | 101.0 (3.98)              | 48.9 (1.93)               | 23.2 (0.91)               | 1٬205٫1 (47.45)           |
| متوسط أيام هطول الأمطار (≥ 0.1 mm)                      | 8.2                       | 8.1                       | 11.3                      | 13.3                      | 14.3                      | 14.4                      | 13.9                      | 11.2                      | 14.4                      | 13.9                      | 10.7                      | 8.4                       | 142.1                     |
| متوسط الرطوبة النسبية (%)                               | 82                        | 78                        | 75                        | 76                        | 76                        | 80                        | 79                        | 76                        | 80                        | 85                        | 84                        | 84                        | 80                        |
| المصدر #1: China Meteorological Data Service Center     |                           |                           |                           |                           |                           |                           |                           |                           |                           |                           |                           |                           |                           |
| المصدر #2: Weather China (precipitation days 1971-2000) |                           |                           |                           |                           |                           |                           |                           |                           |                           |                           |                           |                           |                           |

## التقسيمات الإدارية
- Tongchuan, Dazhou [الإنجليزية]‏
- Dachuan, Dazhou [الإنجليزية]‏
- Xuanhan County [الإنجليزية]‏
- Kaijiang County [الإنجليزية]‏
- Dazhu County [الإنجليزية]‏
- Qu County [الإنجليزية]‏
- Wanyuan [الإنجليزية]‏.

## أعلام
- زهانغ ينو
- زهانغ كسيوي